# 梅内和磨
梅内 和磨（うめない かずま、1991年6月21日 - ）は、東京都清瀬市出身のサッカー選手。ポジションはフォワード（FW）及びミッドフィールダー（MF）。明治大学政治経済学部卒。

## 来歴
兄の影響でサッカーを始める。2004年よりFC東京の下部組織へ加入。U-18では左サイドハーフ（SH）に配され、左SBの阿部巧と連携し強力なサイドアタックを展開した。2010年に明治大学へ進学し、サッカー部に所属。神川明彦監督の下、SHやウイング（WG）に配され、激しいチェイシングと要所での得点力 でチームに貢献した。
2014年より、FC東京U-18在籍時にも指導を受けた有馬賢二が監督を務めるY.S.C.C.横浜へ加入。同年は主にSHでプレー。2015年にはチーム最多となるリーグ戦5得点を挙げた。
2016年、グルージャ盛岡の新監督に就いた神川に請われ、同クラブへ移籍。
2020年1月20日、東京ユナイテッドFCへ完全移籍により加入すると発表された（2021年に東京武蔵野シティFCと統合し、東京武蔵野ユナイテッドFC所属となった）。
2021年7月に東京武蔵野ユナイテッドFCを退団。

## 所属クラブ
- 1998年 - 2000年 6小イレブン1998[8]
- 2001年 - 2003年 FC.Waragoma[8]
- 2004年 - 2006年 FC東京U-15むさし
- 2007年 - 2009年 FC東京U-18 (東京都立久留米西高等学校[5])
- 2010年 - 2013年 明治大学体育会サッカー部
- 2014年 - 2015年  Y.S.C.C.横浜
- 2016年 - 2019年  グルージャ盛岡 / いわてグルージャ盛岡
- 2020年  東京ユナイテッドFC
- 2021年 - 同年7月  東京武蔵野ユナイテッドFC

## 個人成績
| 国内大会個人成績 | 国内大会個人成績 | 国内大会個人成績 | 国内大会個人成績 | 国内大会個人成績 | 国内大会個人成績 | 国内大会個人成績 | 国内大会個人成績 | 国内大会個人成績 | 国内大会個人成績 | 国内大会個人成績 | 国内大会個人成績 |
| 年度             | クラブ           | 背番号           | リーグ           | リーグ戦         | リーグ戦         | リーグ杯         | リーグ杯         | オープン杯       | オープン杯       | 期間通算         | 期間通算         |
| 年度             | クラブ           | 背番号           | リーグ           | 出場             | 得点             | 出場             | 得点             | 出場             | 得点             | 出場             | 得点             |
| 日本             | 日本             | 日本             | 日本             | リーグ戦         | リーグ戦         | リーグ杯         | リーグ杯         | 天皇杯           | 天皇杯           | 期間通算         | 期間通算         |
| ---------------- | ---------------- | ---------------- | ---------------- | ---------------- | ---------------- | ---------------- | ---------------- | ---------------- | ---------------- | ---------------- | ---------------- |
| 2014             | YS横浜           | 27               | J3               | 19               | 1                | -                | -                | 1                | 0                | 20               | 1                |
| 2015             | YS横浜           | 18               | J3               | 32               | 5                | -                | -                | -                | -                | 32               | 5                |
| 2016             | 盛岡/岩手        | 17               | J3               | 29               | 5                | -                | -                | 3                | 3                | 32               | 8                |
| 2017             | 盛岡/岩手        | 13               | J3               | 32               | 6                | -                | -                | 2                | 0                | 34               | 6                |
| 2018             | 盛岡/岩手        | 13               | J3               | 30               | 2                | -                | -                | 0                | 0                | 30               | 2                |
| 2019             | 盛岡/岩手        | 13               | J3               | 30               | 1                | -                | -                | 1                | 0                | 31               | 1                |
| 2020             | 東京U            | 11               | 関東1部          | 8                | 1                | -                | -                | -                | -                | 8                | 1                |
| 2021             | 武蔵野           | 19               | JFL              | 3                | 0                | -                | -                | -                | -                | 3                | 0                |
| 通算             | 日本             | 日本             | J3               | 172              | 20               | -                | -                | 7                | 3                | 179              | 23               |
| 通算             | 日本             | 日本             | JFL              | 3                | 0                | -                | -                | -                | -                | 3                | 0                |
| 通算             | 日本             | 日本             | 関東1部          | 8                | 1                | -                | -                | -                | -                | 8                | 1                |
| 総通算           | 総通算           | 総通算           | 総通算           | 183              | 21               | -                | -                | 7                | 3                | 190              | 24               |

- Jリーグ初出場 - 2014年3月09日 J3第01節 vsブラウブリッツ秋田 (三ツ沢公園球技場)
- Jリーグ初得点 - 2014年8月10日 J3第21節 vsFC琉球 (沖縄市陸上競技場)

## タイトル
- Jユースカップ (2007年、2009年)
- プリンスリーグ関東 (2008年、2009年)
- 日本クラブユースサッカー選手権 (U-18)大会 (2008年)
- 関東大学リーグ1部 (2010年)